# Васил Груев
Васил Груев е български олимпиец, участвал в състезания по ски бягане в зимните олимпийски игри в Осло през 1952 г.

## Биография
Роден е на 23 ноември 1926 година. Участва в състезанието на 18 km ски бягане на шестите зимни олимпийски игри, провели се в Осло през 1952 година, където завършва на 49-о място от 80 участници. Участва и в щафетата 4 × 10 km, която не завършва. 